# Slavonska järnvägen
Slavonska järnvägen är en kroatisk järnvägssträcka som går från Zagreb genom landsdelen Slavonien till serbiska gränsen vid Vinkovci. Den är en del av den internationella "Korridor X" som går från Slovenien till Serbien via Zagreb och Slavonien. 
Banan är elektrifierad och enkelspårig större delen av sträckan (dock dubbelspårig Zagrebs centralstation - Klara godsbangård). 

## Färdplan
- Zagreb centralstation (0 km)
- Maksimir (3 km)
- Sesvete (8 km)
- Ivanić-Grad (30 km)
- Novska (53 km)
- Kutina (69 km)
- Nova Gradiška
- Slavonski Brod
- Kapela
- Strizivojna-Vrpolje
- Vinkovci
- Tovarnik
- Šid (Serbien)